# Mekamylamina
Mekamylamina (łac. mecamylaminum) – organiczny związek chemiczny stosowany jako lek z grupy nieselektywnych antagonistów receptorów nikotynowych. Jest lekiem obniżającym ciśnienie tętnicze krwi. Ponadto jest wykorzystywany do blokowania ostrych efektów spowodowanych dymem tytoniowym.

## Zastosowanie
Mekamylamina była jednym z pierwszych doustnych leków na nadciśnienie tętnicze, szeroko stosowanym w latach 50. XX wieku. W późniejszych badaniach stwierdzono jednak szereg objawów niepożądanych, więc lek wycofano z powszechnego użycia. Nowsze prace z przełomu wieku XX i XXI wykazały, że mekamylamina podawana w niższych dawkach (2,5–5 mg dwa razy dziennie) jest skuteczna w blokowaniu fizjologicznych efektów działania nikotyny i ułatwia rzucenie palenia, szczególnie u kobiet. Zastosowanie niższej dawki nie wiąże się z pojawieniem się niepożądanych skutków ubocznych. Lek ten był badany również w leczeniu jednoczesnego uzależnienia od alkoholu i nikotyny, osiągając dobre rezultaty w badaniach na zwierzętach, jednak w badaniach klinicznych nie uzyskano zadowalających rezultatów.

## Działania niepożądane
Lek ten przenika przez barierę krew-mózg, stąd też może wywoływać szereg objawów niepożądanych w ośrodkowym układzie nerwowym, gdzie oddziałuje z receptorami nikotynowymi (nAChR), blokując wszystkie znane ich podtypy. Receptory te odgrywają kluczową rolę w wielu fizjologicznych i patofizjologicznych procesach, stąd stwierdzono wielokierunkowe działanie leku i liczne działania niepożądane. Często mogą wystąpić zaparcia, zatrzymanie moczu, ból brzucha i uczucie słabości.

## Preparaty handlowe
Przykładowe preparaty handlowe: Inversine, Mecamylamine Hydrochloride, Vecamyl.